# 1072
1072 (MLXXII) var ett skottår som började en söndag i den julianska kalendern.

## Händelser

### Januari
- 10 januari – Normanderna erövrar Palermo på Sicilien.

### Okänt datum
- Vilhelm Erövraren invaderar Skottland och Hereward the Wake underkastar sig honom.
- Osbern Fitzosbern blir biskop av Exeter.
- Den danske kungen Sven Estridsson insätter tysken Ricwald som ny biskop i Lund efter Eginos död 19 oktober.

## Födda
- Welf II av Bayern, hertig.

## Avlidna
- 7 februari – Diarmait mac Maíl na mBó, storkonung av Irland sedan 1064.
- 16 mars – Adalbert, ärkebiskop av Hamburg-Bremen sedan 1043.
- 19 augusti – Hawise av Bretagne, regerande hertiginna av Bretagne.
- 19 oktober – Egino, biskop i Lunds stift sedan 1066, kristnade bland annat Blekinge och deltog ivrigt i kristnandet av Västergötland och övriga Sverige.
- 15 december – Alp Arslan, seldjukturkisk krigsherre, härskare över Persien sedan 1059.
- Honorius II, född Petrus Cadalus, motpåve 1061–1064.